# Роботек
«Роботек» (англ. Robotech) — научно-фантастический аниме-сериал, в общей сложности включающий 85 серий. Это один из первых аниме-сериалов, вышедших на экраны в США. Представляет собой компиляцию из трёх разных меха-сериалов — «Гиперпространственная крепость Макросс», Super Dimension Cavalry Southern Cross и Genesis Climber Mospeada, музыкальное сопровождение, сценарий и диалоги которых были серьёзно переработаны. В России был впервые показан в 1992 году на телеканале 2x2. Весной 2012 года был повторный показ на телеканале 2x2 с новой озвучкой. Несмотря на завершение судебного разбирательства о правах на франшизу между Harmony Gold USA и японскими компаниями Studio Nue и Big West в 2021 году, «Роботек» продолжает считаться в аниме-сообществе «Макроссом для бедных».

## Сюжет
Действие происходит в конце XX века. На землю падает корабль пришельцев, и за несколько лет учёным удаётся восстановить его уцелевшее оборудование. Но вскоре на планету нападают, и лётчики используют корабль для отпора врагу.

## ТВ-сериал (85 серий)

### Сага о Макроссе
1. Мина-ловушка / Boobytrap
2. Обратный отсчёт / Countdown
3. Свёртывание / Space Fold
4. Долгое ожидание / The Long Wait
5. Трансформация / Transformation
6. Блицкриг / Blitzkreig
7. До свидания, Марс / Bye-Bye Mars
8. День Рождения / Sweet Sixteen
9. Мисс Макросс / Miss Macross
10. Игра вслепую / Blind Game
11. Первый контакт / First Contact
12. Побег / The Big Escape
13. Печальный ветер / Blue Wind
14. Доклад Гловала / Gloval’s Report
15. Домой! / Homecoming
16. Боевой клич / Battle Cry
17. Фантазм / Phantasm
18. Прощай, старший брат / Farewell, Big Brother
19. Эпицентр / Bursting Point
20. Потерянный рай / Paradise Lost
21. Новый рассвет / A New Dawn
22. Боевой гимн / Battle Hymn
23. Безрассудный / Reckless
24. Игра в открытую / Showdown
25. Свадебный марш / Wedding Bells
26. Посланник / The Messenger
27. Сила оружия / Force of Arms
28. Блюз возрождения / Reconstruction Blues
29. Мастера Роботека / Robotech Masters
30. Вива Мирия / Viva Miriya
31. Месть Кайрона / Khyron’s Revenge
32. Разбитое сердце / Broken Heart
33. Дождливый вечер / A Rainy Night
34. Личное время / Private Time
35. Поздравления с Рождеством / Season’s Greetings
36. К звёздам / To the Stars

### Мастера Роботека
1. История Даны / Dana’s Story
2. Фальстарт / False Start
3. Южный крест / Southern Cross
4. Добровольцы / Volunteers
5. Полумесяц / Half Moon
6. Опасная зона / Danger Zone
7. Прелюдия к битве / Prelude to Battle
8. Ловушка / The Trap
9. Стальной огонь / Metal Fire
10. Звёздная пыль / Stardust
11. Извне / Outsiders
12. Дежа вю / Deja Vu
13. Новобранец / A New Recruit
14. Триумвират / Triumvirate
15. Камера клонирования / Clone Chamber
16. Песнь любви / Love Song
17. Охотники / The Hunters
18. Игра ума / Mind Game
19. Дана в стране чудес / Dana in Wonderland
20. Кризисная точка / Crisis Point
21. Мечтатель / Daydreamer
22. Последний кошмар / Final Nightmare
23. Инвиды / The Invid Connection
24. Катастрофа / Catastrophe

### Новое поколение
1. Вторжение Инвидов / The invid invasion /
2. Потерянный город / The lost city /
3. Одинокий солдат / Lonely soldier boy /
4. Выживание / Survival /
5. Вызов на поклон / Curtain call /
6. Тяжёлые времена / Hard times /
7. Герой / Paper hero/
8. Панегирик / Eulogy /
9. Шахты генезиса /  The genesis pits /
10. Появление Марлин / Enter Marlene /
11. Секретный маршрут / The secret route /
12. Крепость  /  The fortress /
13. Песчаная буря / Sandstorm /
14. Свадьба Энни  / Annie,s wedding /
15. Разные пути /  Separate ways /
16. Метаморфозы / Metamorphosis /
17. Полуночное солнце / The midnight sun /
18. Город призрак / Ghost town /
19. Обморожение
20. День рождения
21. Стрелок
22. Большое яблоко
23. Рефлекторный центр
24. Мрачный финал
25. Симфония света